# إيما كروسبي
إيما كروسبي (بالإنجليزية: Emma Crosby)‏ هي صحفية ومقدمة تلفزيونية بريطانية، ولدت في 5 يونيو 1977 في سانت ألبانز في المملكة المتحدة.

## وصلات خارجية
- إيما كروسبي على موقع IMDb (الإنجليزية)